# Chaudeyrolles
Chaudeyrolles település Franciaországban, Haute-Loire megyében. Lakosainak száma 128 fő (2022. január 1.). Chaudeyrolles La Rochette, Saint-Clément, Les Estables, Fay-sur-Lignon és Saint-Front községekkel határos.

## Népesség
A település népességének változása:
| Lakosok száma | 306  | 162  | 110  | 140  | 101  | 100  | 107  | 118  | 121  | 128  |
|               | 1968 | 1982 | 1990 | 2006 | 2013 | 2015 | 2017 | 2019 | 2020 | 2022 |